# استاج (سبزوار)
استاج (سبزوار)، روستایی از توابع بخش روداب شهرستان سبزوار و در استان خراسان رضوی ایران است.
اینجا قبلا محل تاجگذاری ۳پادشاه پس از ایلخانیان که می‌توان به چوپانیان و مظفریان و جلایریان اشاره کرد بوده است و در قدیم نام ان سه تاج گفته میشده.اما با وجود مغول تبار بودن بسیاری از این حاکمان، مردم این روستا هرگز با افرادی خارجی زاد و ولد نکردند و میتوان انها را افراد کاملا ایرانی تبار خواند. شغل همه انها سرمایه گذاری روی دام بوده که بسیاری از چوپان های انها از روستای باداشیان است. اهالی این روستا به دلیل ثروتی که در زمان ایلخانیان به انها رسیده بود افرادی ثروتمند بودند. اهالی روستا از تاثیر گذار ترین افراد قیام سربداران بودند که بسیاری از انها در این قیام کشته شدند و سنگ قبر های حدود ۱۰۰۰ سال پیش انها هنوز هم در ارامگاه این روستا وجود دارد. اکنونه این روستا دارای قنات ها و چاه های قدیمی است که باعث شده که این روستا در دل بیابان باغ های پسته ، بادوم ، سیب ،  سرسبزی داشته باشد. بدلیل تاجگذاری ۳ پادشاه و وقوع قیام در این روستا بسیاری از مردم این روستا اموال خود را در زیر خاک پنهان کردند و امروزه اهالی روستا گنج های متعددی را از زیر زمین پیدا کردند.

## جمعیت
این روستا در دهستان خواشد قرار دارد و براساس سرشماری مرکز آمار ایران در سال ۱۳۸۵، جمعیت آن ۲۶۷ نفر (۱۲۱خانوار) بوده‌است.
روستا استاج از توابع بخش روداب شهرستان سبزوار است که از شمال به کوه معراج و از جنوب به کوه بهارستان محدود می‌شود.